# 云朵芋螺
云朵芋螺（学名：Conus varius），是新腹足目芋螺科芋螺属的一种。主要分布于印度尼西亚、台湾，常栖息在浅海。